# Jean-Luc Dehaene

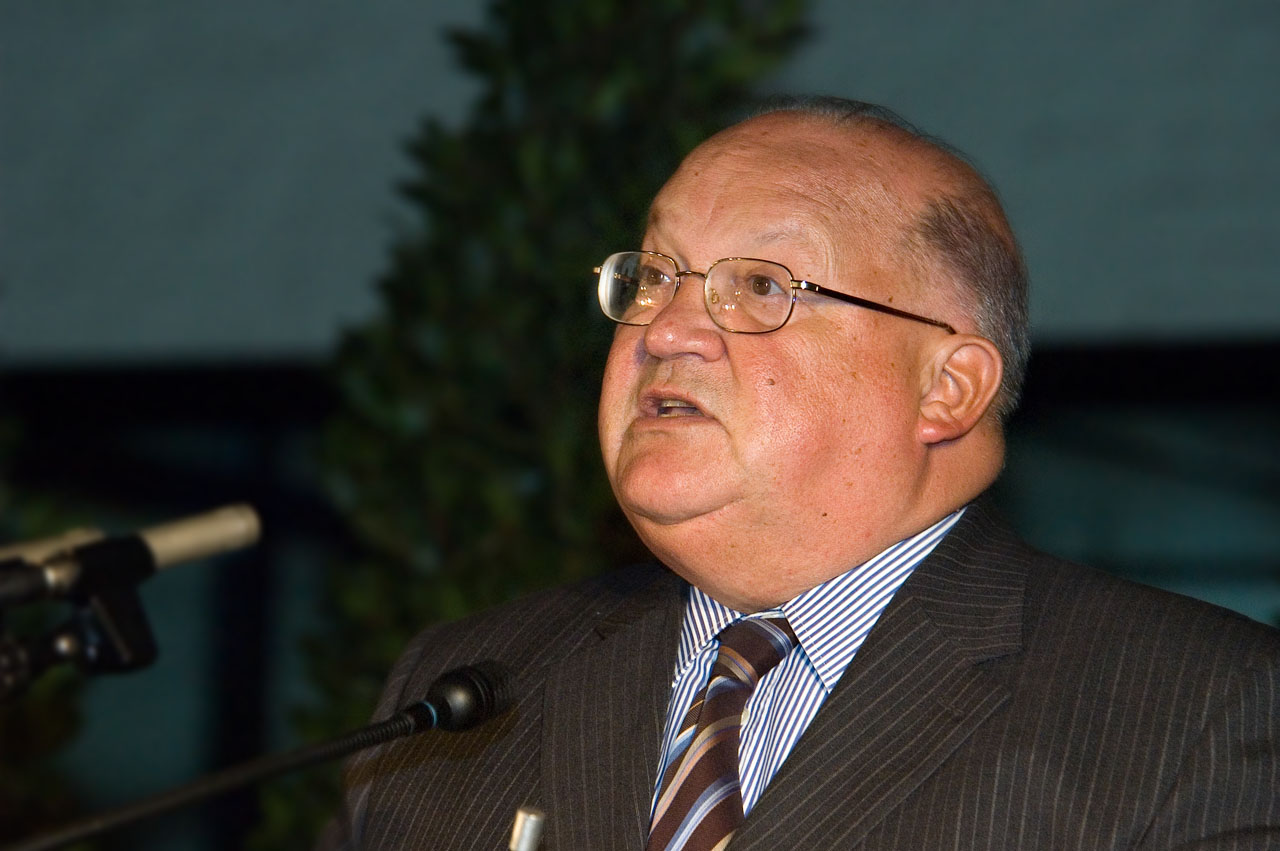
Jean-Luc Dehaene (2005)

Jean-Luc Joseph Marie Dehaene anhörenⓘ (* 7. August 1940 in Montpellier, Frankreich; † 15. Mai 2014 in Quimper, Frankreich) war ein belgischer christlich-sozialer Politiker (CD&V), Premierminister, Jurist und Wirtschaftswissenschaftler. Ab 2004 war er Mitglied des Europäischen Parlaments, zuvor war er unter anderem von 1992 bis 1999 belgischer Premierminister.

## Leben
Dehaene wurde 1981 Minister für Soziales und institutionelle Reformen im fünften Kabinett von Wilfried Martens ernannt. 1988 wechselte er als Nachfolger von Herman De Croo auf den Posten des Verkehrsministers. Nach Martens’ Rücktritt rückte er am 7. März 1992 als Premierminister an die Spitze der konservativen belgischen Regierung, die bei den Parlamentswahlen 1995 bestätigt wurde. Nach dem großen Justiz- und Polizeiskandal im Zusammenhang mit der Dutroux-Affäre im Jahre 1996 wurden mehrere Minister der Regierung Dehaene zum Rücktritt gedrängt, während die Regierung selbst immer mehr an Ansehen verlor, bis sie 1999 abgewählt und durch eine liberale Regierung unter Guy Verhofstadt abgelöst wurde.
Jean-Luc Dehaene war Vize-Präsident des Europäischen Konvents, der die Europäische Verfassung ausarbeitete. Seit der Europawahl 2004 war er Mitglied des Europäischen Parlaments, wo er seit der Europawahl 2009 stellvertretender Vorsitzender des Haushaltsausschusses war.
In seiner Jugend war er zunächst Chiro-Mitglied und später flämischer Pfadfinderführer.
Als Student war er Mitglied der Olivaint-Konferenz von Belgien.